# Фантастичні talk(s)
Фантастичні talk(s) — літературне об'єднання, засноване у травні 2021 року українськими письменницями-фантастками. До його складу входять Наталія Довгопол, Ірина Грабовська, Наталія Матолінець, Дарія Піскозуб та Світлана Тараторіна.

## Діяльність
Головним проєктом літературного об'єднання «Фантастичні talk(s)» є однойменний YouTube-канал, у випусках якого письменниці-засновниці обговорюють фантастику, міфологію, українських та закордонних авторів жанру, діляться досвідом написання книг та роботи з видавництвами, ведуть книжковий клуб.
З березня 2022 року, з початку російського вторгнення в Україну, додатково на каналі почали проводитися благодійні інтерв'ю із зірками світової фантастики з метою збору коштів на потреби медичного батальйону «Госпітальєри». Серед запрошених гостей були, зокрема, Маргарет Етвуд, Анджей Сапковський, Джеймс С. А. Корі, Ребекка Кван, Крістофер Паоліні, Пітер Воттс, Джо Аберкромбі, Марісса Маєр, Джонатан Страуд, Патрік Несс, Річард Морґан, Джо Гілл.
У 2022 на каналі була також проведена серія лекцій з історії української фантастики. Її відзначено Нагородою Achievement Award 2023 Європейського товариства наукової фантастики за найкращу інтернет-публікацію.
Учасниці об'єднання «Фантастичні talk(s)» започаткували однойменну премію у сфері фантастичної української та зарубіжної літератури, у співпраці із видавництвами проводять літературні конкурси серед читачів та авторів.
2022 року у видавництві «Жорж» вийшла друком збірка оповідань об'єднання «Фантастичні talk(s)» під назвою «Хроніки незвіданих земель», у ній кожна із письменниць написала оповідання про певну епоху та окремий регіон України.
У 2024 в літературній школі Litosvita було запущено авторську програму лекцій від «Фантастичні talk(s)» — «Як писати фантастику».

## Відзнаки та нагороди
- 2023 — Achievement Award Європейського товариства наукової фантастики у номінації «Найкраща інтернет-публікація» за цикл лекцій «Історія української фантастики»[7]
- 2024 — Номінація премії Hall of Fame Award Європейського товариства наукової фантастики у категорії «Найкращий промоутер»[14]